# Timotheus Ritzsch

Einkommende Zeitungen 1650, Nr. 9

Timotheus Ritzsch (* 24. Januar 1614 in Leipzig; † 1. Februar 1678 ebenda) war ein Leipziger Buchdrucker und Buchhändler, er gilt als Herausgeber und Drucker der ersten Tageszeitung, der Einkommenden Zeitungen.

## Leben und Wirken
Timotheus Ritzsch war der Sohn des Leipziger Buchdruckers und Barockdichters Gregor Ritzsch. Nach einer Ausbildung in Sprachen und gelehrten Wissenschaften absolvierte er eine Buchdruckerlehre bei seinem Vater und ging anschließend auf eine dreijährige Wanderschaft, von der er 1636 nach Leipzig zurückkehrte. Zwei Jahre später heiratete er Sabina Hildebrand und übernahm die Druckerei seines Vaters, die sich auf dem heutigen Areal von Oelßners Hof, Ritterstraße 25 befand. 1638 entstand auch der erste nachweisbare Druck von Ritzsch, eine Gelegenheitsschrift von Johann Olberzahn zur Vermählung von Michael und Elisabeth Laube, geb. Rüssel [von Ryssel]. Zuerst als Lohndrucker für Gelegenheitsschriften in Kleinstauflagen spezialisiert, erweiterte Ritzsch im Laufe der nächsten Jahre seine Tätigkeit und trat auch als eigenständiger Verleger auf. Neben zeitgenössisch populären Schriften religiösen Inhalts veröffentlichte er ab 1648 auch Bücher zu politischen und wissenschaftlichen Themen.
Die Größe seiner Druckerei entsprach dem damaligen Durchschnitt, im Jahr 1644 arbeitet Ritzsch zusammen mit zwei Gesellen, was vermuten lässt, dass die Werkstätte über maximal zwei Pressen verfügte.
Während des Dreißigjährigen Krieges druckte und vertrieb Ritzsch ab April 1643 in Leipzig die unter schwedischer Kontrolle erschienene Wöchentliche Zeitung, die ab 1644 vier bis fünf Mal in der Woche erschien, aber noch keine Tageszeitung im heutigen Sinne darstellt. Diesen Sprung vollzog Ritzsch erst ab 1650, indem er sein Blatt, das er nunmehr Einkommende Zeitungen nannte, regelmäßig sechs Mal in der Woche erscheinen ließ. Die Deutsche Bundespost gab zum 350. Jahrestag des ersten Erscheinens im Juni 2000 eine Sondermarke zum Nennwert von 110 Pfennigen bei einer Auflage von 25.000.000 heraus. 1649 erhielt Ritzsch von der kursächsischen Regierung das Privileg „über die gewöhnlichen wöchentlichen Ein- und Außlendischen Ordinar-Zeitungen zu drucken und zu verkauffen“. Von 1660 an erschien die Zeitung unter dem Titel Neu-einlauffende Nachricht von Kriegs- und Welt-Händeln, später weitergeführt und 1918 eingestellt unter dem Namen Leipziger Zeitung.
Der Pressehistoriker und Schriftsteller Ludwig Salomon schrieb im Jahr 1900 dazu: „Die kursächsische Regierung verlieh im Juli 1649 dem Buchhändler und Buchdrucker Timotheus Ritzsch ein Privilegium zur Herausgabe einer Zeitung.“ Nach Differenzen mit einem Postpächter namens Christoph Mühlbach „erhielt Ritzsch im Jahre 1659 die Konzession in aller Form (…) auf Zwölff Jahr“. Danach gab Ritzsch „vom 1. Januar 1660 die erste große politische Zeitung Leipzigs heraus, und zwar sofort, mit Ausnahme des Sonntags, täglich. (…) Gleich von vornherein verstand es Ritzsch, seiner Zeitung einen guten Inhalt und Mannigfaltigkeit zu geben,  so daß sie alsbald großen Beifall fand und der Kurfürst sich sogar gewogen fühlte zu gestatten, daß das Blatt ohne gewöhnliche Zensur herausgegeben werde. (…) In dieser Zeit hatte die Zeitung einen Absatz von 204 Exemplaren, von denen 21 auf Leipzig kamen.“
Timotheus Ritzsch trat auch als Übersetzer und Dichter auf.